# つがる市立瑞穂小学校
つがる市立瑞穂小学校（つがるしりつ みずほしょうがっこう）は、青森県つがる市木造大畑にある公立小学校。

## 概要
- 本校は、川除・蓮川・兼館・出野里・永田・林・菰槌・館岡・筒木坂の各小学校が統合して設立された学校である[1]。主な進学先は、木造中学校。

## 沿革
- 2006年（平成18年）4月7日 - 開校[1]。

## 学区
- つがる市の旧木造町北部[2]。

## 周辺
- 青森県道114号菰槌木造線
- 青森県道164号林五所川原線
- 出精郵便局
- サンボランタリー林店（コンビニ）

## アクセス
- JR五能線木造駅から約5.4km、車で約10分。
- つがる市役所から約4.9km、車で約9分。
- 弘南バス市浦庁舎線・つがる市地域内交通下繁田再賀線「大畑」バス停下車後、約530m・徒歩約8分、又は弘南バス市浦庁舎線「林」バス停下車後、約590m・徒歩約9分[3]。

## その他
- 本校から遠い学区地域から通う児童に対しては、スクールバスを運行している。

## 著名な出身者
- 佐々木健（プロ野球選手）